# Junco (São Salvador do Mundo)
Junco es una localidad caboverdiana del municipio de São Salvador do Mundo.

## Geografía
La localidad está situada en la isla Santiago.

## Organización territorial
La localidad abarca los lugares y barrios de:
- Cruz de Picos
- Curral Grande
- Junco Baixo
- Junco Riba